# Sydney FC Prague
Sydney Football Club Prague, známý jako Sydney Prague nebo jen Prague, byl fotbalový klub, který v roce v roce 1951 založili australští Češi, v letech 1957–1973 hrál NSW State League.
Byl jedním z nejúspěšnějších australských týmů na konci 50. a na začátku 60. let 20. století. Do Austrálie klub přinesl rychlou a útočnou hru evropského pojetí. V roce 1958 do klubu přestoupil rakouský fotbalista Leo Baumgartner.

## Významní hráči
- Alick Jeffrey
- Ron Lord
- Geoff Sleight
- Roy Blitz
- Gary Manuel
- Ray Rootsey
- Brian Green
- Leo Baumgartner
- David Zeman
- Jimmy Rooney
- Herbert Ninaus
- Les Scheinflug
- Raul Blanco
- Wim van der Gaag

## Významní trenéři
- Jozef Vengloš
- Harry Brophy
- Štefan Čambal